# 노동자 마르세예즈
노동자 마르세예즈(러시아어: Рабочая Марсельеза)는 러시아 공화국, 러시아 소비에트 연방 사회주의 공화국의 국가이다. 1917년부터 1918년까지 사용되었다. 클로드 조제프 루제 드 릴이 작곡하였고 표트르 라브로프가 작사하였다. 곡은 라 마르세예즈와 동일하지만 가사는 다르다. 가사는 1875년 7월 1일에 출판된 표트르 라브로프의 책에서 유래했다.

## 가사
| 러시아어 (키릴문자) | 러시아어 (로마자) | 국제 음성 기호 | 한글 | 해석 |
| Отречемся от старого мира! Отряхнем его прах с наших ног! Нам враждебны златые кумиры; Ненавистен нам царский чертог! Мы пойдём к нашим страждущим братьям, Мы к голодному люду пойдём, С ним пошлём мы злодеям проклятья — На борьбу мы его поведём. Припев: Вставай, подымайся, рабочий народ! Вставай на врагов, брат голодный! Раздайся, крик мести народной! Вперёд! Вперёд! Вперёд! Вперёд! Вперёд! Богачи, кулаки жадной сворой Расхищают тяжёлый твой труд, Твоим потом жиреют обжоры; Твой последний кусок они рвут. Голодай, чтоб они пировали! Голодай, чтоб в игре биржевой Они совесть и честь продавали, Чтоб ругались они над тобой! Припев Тебе отдых — одна лишь могила! Каждый день — недоимку готовь; Царь-вампир из тебя тянет жилы; Царь-вампир пьёт народную кровь! Ему нужны для войска солдаты: Подавай же сюда сыновей! Ему нужны пиры да палаты: Подавай ему крови твоей! Припев Не довольно ли вечного горя? Встанем, братья, повсюду зараз! От Днепра и до Белого моря, И Поволжье, и Дальний Кавказ! На воров, на собак — на богатых! Да на злого вампира-царя! Бей, губи их, злодеев проклятых! Засветись, лучшей жизни заря! Припев И взойдёт за кровавой зарёю Солнце правды и братства людей. Купим мир мы последней борьбою, Купим кровью мы счастье детей. И настанет година свободы, Сгинет ложь, сгинет зло навсегда, И сольются в едино народы В вольном царстве святого труда… | Otrečemsä ot starovo mira! Oträhnem jevo prah s naših nog! Nam vraždebny zlatyje kumiry; Nenavisten nam carskij čertog! My pojdöm k našim stražduščim bratjäm, My k golodnomu lüdu pojdöm, S nim pošlöm my zlodejam proklätjä — Na borjbu my jevo povedjöm. Pripev: Vstavaj, podymajsä, rabočij narod! Vstavaj na vragov, brat golodnyj! Razdajsä, krik mesti narodnoj! Vperöd! Vperöd! Vperöd! Vperöd! Vperöd! Bogači, kulaki žadnoj svoroj Rashiščajut täžölyj tvoj trud, Tvoim potom žirejut obžory; Tvoj poslednij kusok oni rvut. Golodaj, čtob oni pirovali! Golodaj, čtob v igre birževoj Oni sovestj i čestj prodavali, Čtob rugalisj oni nad toboj! Pripev Tebe otdyh — odna lišj mogila! Každyj denj — nedoimku gotovj; Carj-vampir iz tebä tänet žily; Carj-vampir pjöt narodnuju krovj! Jemu nužny dlä vojska soldaty: Podavaj že süda synovej! Jemu nužny piry da palaty: Podavaj jemu krovi tvojej! Pripev Ne dovoljno li večnovo gorä? Vstanem, bratjä, povsüdu zaraz! Ot Dnepra i do Belovo morä, I Povolžje, i Daljnij Kavkaz! Na vorov, na sobak — na bogatyh! Da na zlogo vampira-carä! Bej, gubi ih, zlodejev proklätyh! Zasvetisj, lučšej žizni zarä! I vzojdöt za krovavoj zaröju Solnce pravdy i bratstva lüdej. Kupim mir my poslednej borjboju, Kupim krovjü my sčastje detej. I nastanet godina svobody, Sginet ložj, sginet zlo navsegda, I soljütsä v jedino narody V voljnom carstve svätovo truda… | [ɐtrʲɪˈt͡ɕemsʲə ɐt‿ˈstarəvə ˈmʲirə] [ɐtrʲɪxˈnʲem (j)ɪˈvo prax s‿ˈnaʂɨx nok] [nam vrɐʐˈdʲebnɨ ˈzlatɨje kʊˈmʲirɨ] [ˈnʲenəvʲɪsʲtʲɪn nam ˈt͡sarskʲɪj t͡ɕɪrˈtok] [mɨ pɐjˈdʲɵm k‿ˈnaʂɨm ˈstraʐdʊɕːɪm ˈbratʲjəm] [mɨg‿ɡɐˈlodnəmʊ ˈlʲʉdʊ pɐjˈdʲɵm] [s‿nʲim pɐʂˈlʲɵm mɨ zlɐˈdʲejəm prɐˈklʲætʲjə] [nə bɐrʲˈbu mɨ (j)ɪˈvo pəvʲɪˈdʲɵm] [prʲɪˈpʲef] [fstɐˈvaj ǀ pədɨˈmajsʲə ǀ rɐˈbot͡ɕɪj nɐˈrot] [fstɐˈvaj nə vrɐˈɡof ǀ brad‿ɡɐˈlodnɨj] [rɐzˈdajsʲə ǀ krʲik mʲɪˈsʲtʲi nɐˈrodnəj] [f⁽ʲ⁾pʲɪˈrʲɵt ǀ f⁽ʲ⁾pʲɪˈrʲɵt ǀ f⁽ʲ⁾pʲɪˈrʲɵt ǀ f⁽ʲ⁾pʲɪˈrʲɵt ǀ f⁽ʲ⁾pʲɪˈrʲɵt] [bəɡɐˈt͡ɕi ǀ kʊlɐˈkʲi ˈʐadnəj ˈsvorəj] [rəsxʲɪˈɕːæjʊt tʲɪˈʐolɨj tvoj trut] [tvɐˈim pɐˈtom ˈʐɨrɪjʊt ɐbˈʐorɨ] [tvoj pɐs⁽ʲ⁾ˈlʲedʲnʲɪj kʊˈsok ɐˈnʲi rvut] [ɡəlɐˈdaj ǀ ʂtop ɐˈnʲi pʲɪrɐˈvalʲɪ] [ɡəlɐˈdaj ǀ ʂtop v‿ɪˈɡrʲe bʲɪrʐɨˈvoj] [ɐˈnʲi ˈsovʲɪsʲtʲ i t͡ɕesʲtʲ prədɐˈvalʲɪ] [ʂtop rʊˈɡalʲɪsʲ ɐˈnʲi nət tɐˈboj] [prʲɪˈpʲef] [tʲɪˈbʲe ˈodːɨx ǀ ɐdˈna lʲiʂ mɐˈɡʲilə] [ˈkaʐdɨj dʲenʲ ǀ nʲɪdɐˈimkʊ ɡɐˈtofʲ] [t͡sarʲ vɐm⁽ʲ⁾ˈpʲir ɪs tʲɪˈbʲa ˈtʲænʲɪt ˈʐɨlɨ] [t͡sarʲ vɐm⁽ʲ⁾ˈpʲir p⁽ʲ⁾jɵt nərɐˈnujʊ krofʲ] [(j)ɪˈmu nʊʐˈnɨ dlʲæ vɐjˈska sɐlˈdatɨ] [pədɐˈvaj ʐɨ sʲʊˈda sɨnɐˈvʲej] [(j)ɪˈmu nʊʐˈnɨ pʲɪˈrɨ da pɐˈlatɨ] [pədɐˈvaj (j)ɪˈmu ˈkrovʲɪ tvɐˈjej] [prʲɪˈpʲef] [nʲɪ dɐˈvolʲnə lʲi ˈvʲet͡ɕnəvə ɡɐˈrʲa] [ˈfstanʲɪm ǀ ˈbratʲjə ǀ pɐfˈsʲʉdʊ zɐˈras] [ɐt dʲnʲeprə i də ˈbʲeləvə mɐˈrʲæ] [i pɐˈvolʐje ǀ i ˈdalʲnʲɪj kɐfˈkas] [nə vɐˈrof ǀ nə sɐˈbak ǀ nə bɐˈɡatɨx] [də nə ˈzlovə vɐm⁽ʲ⁾ˈpʲirə t͡sɐˈrʲa] [bʲej ǀ ɡʊˈbʲi ix ǀ zlɐˈdʲe(j)ɪf ˈproklʲɪtɨx] [zəsvʲɪˈtʲisʲ ǀ ˈlut͡ʂʂɨj ˈʐɨzʲnʲɪ zɐˈrʲa] [prʲɪˈpʲef] [i vzɐjˈdʲɵt zə krɐˈvavəj zɐˈrʲɵjʊ] [ˈsont͡sə ˈpravdɨ i ˈbrat͡stvə lʲʉˈdʲej] [ˈkupʲɪm mʲir ɨ pɐs⁽ʲ⁾ˈlʲedʲnʲɪj bɐrʲˈbojʊ] [ˈkupʲɪm ˈkrov⁽ʲ⁾jʊ mɨ ˈɕːæsʲtʲje dʲɪˈtʲej] [i nɐˈstanʲɪt ɡɐˈdʲinə svɐˈbodɨ] [ˈzɡʲinʲɪt loʂ ǀ ˈzɡʲinʲɪt zlo nəfsʲɪɡˈda] [i sɐˈlʲjʉt͡sːə v‿(j)ɪˈdʲinə nɐˈrodɨ] [v‿ˈvolʲnəm ˈt͡sarstvʲe svʲɪˈtovə trʊˈda] | 아뜨례춈샤 앗 스따라바 미라 아뜨롓뇸 예보 쁘라흐 스 나쉬흐 노그 남 브라줴뎨브늬 즐라띄예 꾸미릐 녜나비스뎬 남 차르쓰끼 쳬르또그 믜 빠히둄 끄 나쉼 스뜨라두쉼 브랏얌 믜 끄 갈롣나무 류두 빠히둄 스 님 빠쉴룜 믜 즐라뎨얌 쁘라끌럇졔 나 발부 믜 예보 빠볘둄 쁘리뼤프: 스따바히 빨듸마히샤 라보취 나롣 스따바히 나 브라갑 륫 가롣늬 라즈다히샤 끄릭 몌스찌 나롣나히 뼤룓 뼤룓 뼤룓 뼤룓 뼤룓 보가취 꿀라끼 좌드나히 스바라히 라스히솨윳 땨죨릐 뜨바히 뜨룻 뜨바임 뽀땀 쥐례윳 아브자릐 뜨빠히 빠스롇니 꾸삭 아니 르붓 가로다히 취또브 아니 삐로발리 가로다히 취또브 이그례 빌줴보히 아니 사볘슷 이 췌슷 쁘라다발리 취또브 루갈리스 아니 나드 따보히 쁘리뼤프 뗴볘 아드듸흐 아드나 리쉬 마기라 까줴듸 뎬녜다임꾸 가똡 촬밤삘 뿃 나로드누유 끄랍 예무 누줴늬 들랴 바히스까 살다띄 뽀다바히 줴 슈다 싀나볘히 예무 누줴늬 삐릐 다 빨라띄 뽀다바히 예무 끄라비 뜨바예히 쁘리뼤프 녜 다볼나 리 볘취나바 가랴 스따녬 브랏야 빱슈두 자라즈 앗 드녜쁘라 이 다 볠라가 마랴 이 빠볼줴 이 달니 깝까즈 나 바롭 나 사박 나 바가듸흐 다 나 즐라가 밤삐라 차랴 볘히 구비 이흐 즐라뎨브 쁘라끌랴띄흐 자스볘찌스 루취셰히 쥐즈니 자랴 쁘리뼤프 이 브자히둇 자 끄라바보히 자료유 살췌 쁘라비듸 이 브랏스꼬히 륫예히 호슷 꾸삘리 믜 스뜨라쉬나히 췌노유 끄랍유 나쉐유 차스띠예 졔믈리 이 나스따녯 가디나 스바보듸 스기녯 료쥐 스기녯 즐랴 납셰그다 이 살윳샤 브 아드나 브셰 나로듸 볼남 브라슷볘 스뱌따가 뜨루다… | 이 오래된 세계를 바로잡자! 발에 있는 먼지를 털어내라! 우리는 황금빛 우상의 적이며, 우린 황제의 황실을 증오한다! 우리는 고통받는 형제들 사이로 전할 것이며 우린 굶주린 사람들에게 전할 것이다 그들과 함께 악한자들에게 우리의 저주를 보낼지며, 그들을 불러 우리와 함께 싸울지다 합창: 일어나라, 노동인들이여! 적에게 맞서라, 굶주린 형제들이여! 복수를 외치는 사람들을 보라! 가자! 가자! 가자! 가자! 가자! 부자들, 이용자들, 탐욕스러운 폭도들이 너의 일을 빼앗으며 너희가 땀흘일때에 탐욕스러운 그들이 너희의 마지막 빵을 찢는다 굶주려라, 그래야 그들이 기뻐한다 굶어라, 그래야 그들이 주식 시장에 양심과 명예를 팔고 우리를 조롱할 수 있도록! 합창 무덤에서야 휴식을 취할 수 있을지어니 매일 빚을 갚을 준비를 하라 사람들의 피를 마시는 흡혈귀황제가 너의 정맥을 빨아먹을테니 그는 군인들이 필요하니 너희들의 아들을 포기하고 그는 축제와 궁전이 필요하니 그러니 그에게 너이 피를 바치라! 합창 영원한 고통이 충분하지 않은가? 형제와 자매들이여 지금 당장 일어서자! 드네프르와 백해에서 볼가 산맥과 러시아 극동지역까지! 도둑들, 개들-부자들! 그리고 사악한 흡혈귀황제! 패배하라, 그들을 죽여라 부패한 악당들! 빛나라, 인생 최고의 새벽이여! 합창 그리고 그것은 피비린내 나는 새벽 후에도 계속될 것이다 자유의 태양과 인류의 형제여 이 마지막 싸움으로 우리는 평화를 얻고 우리의 피로 우리의 아이들은 행복하게 살 것이다 옛은 자유의 시대에서 무너지고 거짓과 악은 영원히 사라질 것이다 신성한 일의 자유로운 영역에서 |